# Станіслав Штепка
Станіслав Штепка (словац. Stanislav Štepka *26 липня 1944, Радошина, Перша словацька республіка) — словацький письменник, драматург, режисер, сценарист, актор, поет, керівник Радошінського наївного театру.

## Біографія
У 1965 закінчив педагогічний факультет в Нітрі (майбутній Університет імені Константина Філософа), пізніше, в 1977 — відділення журналістики Філософського факультету Братиславського університету імені Коменського. У 1963 став художнім керівником Радошінського наївного театру (скорочено RND). У грудні того ж року відбулася прем'єра його першої театральної постановки: Німі обличчя, або Слово «звір» пишеться з великої літери «З» (Nemé tváre alebo Zver sa píše s veľkým Z). З 1964 до 1969 Штепка працював педагогом в містечку Бойна, з 1970 по 1975 — редактором Учительської газети в Братиславі, в період з 1976 по 1983 обіймав посаду редактора розважальних програм Чехословацького радіо в Братиславі. З 1983 Штепка — професійний театральний діяч і письменник-фрилансер. З 1997 власник Агентства RND, що займається управлінням і експлуатацією Радошінського наївного театру.
Станіслав Штепка проживає в Братиславі, одружений, має двох дітей.

## Нагороди
- 2006 — Золота ручка-2006 — премія літературних критиків за найкращий оригінальний твір (отримав за збірку «Десять заповідей (і ще трохи)»
- 2010 — Кришталеве крило за внесок в мистецтво. Штепка отримав цю нагороду як оригінальний і багатосторонній театральний діяч і керівник Радошінського наївного театру.

## Творчість
- 1963 — Німі особи, або Слово «звір» пишеться з великої літери «З» / Nemé tváre alebo Zver sa píše s veľkým Z (25 грудня 1963, постановка відбулася в містечку Радошині)
- 1967 — Розтин / Pitva (29 березня 1967, Радошина)
- 1968 — З дуба впав і відпочив / Z duba padol, oddýchol si (30 листопада 1968, Радошина)
- 1969 — Фррр / Pŕŕŕ (18 листопада 1969, Радошина)
- 1970 — Яаааношііік / Jááánošííík (14 листопада 1970, Радошина, Клуб молоді)
- 1970 — Людське м'ясо / Človečina (14 листопада 1970, Радошина)
- 1975 — Єлизавета Грізна, або Кривава історія / Alžbeta Hrozná alebo Krw Story (11 січня 1975, Радошина)
- 1977 — Могила любові / Hrob lásky (19 січня 1977, Братислава, Театральний клуб молоді)
- 1978 — Казка про те, як ми до сих пір живемо, якщо не померли / Rozprávka o tom, ako žijeme dodnes, ak sme nepomreli (22 травня 1978, в Братиславі, Театральний клуб молоді)
- 1979 — Словацьке танго / Slovenské tango (28 травня 1979, в Братиславі, Клуб працівників засобів зв'язку)
- 1980 — Курортний сезон / Kúpeľná sezóna (27 жовтня 1980, в Братиславі, Парк культури і відпочинку)
- 1982 — Весілля / Svadba (1 лютого 1982, в Братиславі, Парк культури і відпочинку)
- 1983 — Паршива вівця / Čierna ovca (15 вересня 1983, в Братиславі, Парк культури і відпочинку)
- 1984 — Наречена, продана Кубо / Nevesta predaná Kubovi (21 січня 1984, Братислава, Студія S)
- 1984 — Павільйон Б / Pavilón B (19 жовтня 1984, Братислава, Парк культури і відпочинку)
- 1985 — Про що мова? / Про čo ide (17 вересня 1985, Братислава, Студія S)
- 1986 — Небо, пекло, рай / Nebo, peklo, raj (19 грудня 1986, Братислава, Студія S)
- 1987 — Жіноче відділення / Ženské oddelenie (21 жовтня 1987, Братислава, Парк культури і відпочинку)
- 1988 — Корабель «Мир» / Loď svet (12 грудня 1988, Братислава, Парк культури і відпочинку)
- 1989 — Зітри і напиши / Vygumuj а napíš (21 вересня 1989, Братислава, Радошінський наївний театр)
- 1990 — Світ цього будинку / Pokoj domu tomuto (24 вересня 1990, Братислава, Радошінський наївний театр)
- 1991 — Куди йти / Kam na to chodíme (28 березня 1991, Братислава, Радошінський наївний театр)
- 1992 — Артилеристи на Місяці / Delostrelci na Mesiaci (20 листопада 1992, Братислава, Радошінський наївний театр)
- 1993 — Таверна «Гранд» / Hostinec Grand (20 листопада 1993, Братислава, Радошінський наївний театр),
- 1994 — Угода можлива / Dohoda možná (24 червня 1994, Братислава, Студія S)
- 1994 — Невелика сердечна історія / Malá srdcová príhoda (5 листопада 1994, Братислава, Радошінський наївний театр)
- 1994 — Різдво в театрі / Štedrý divadelný večer (20 грудня 1994, Братислава, Радошінський наївний театр)
- 1995 — Родимка / Materské znamienko (13 квітня 1995, Братислава, Радошінський наївний театр)
- 1995 — Кінотеатр «Прогрес» / Kino Pokrok (15 грудня 1995, Братислава, Радошінський наївний театр)
- 1996 — Тато / Tata (13 грудня 1996, Братислава, Радошінський наївний театр)
- 1997 — Кінцева станція / Konečná stanica (31 травня 1997, Братислава, Радошінський наївний театр)
- 1999 — Бджола взимку / Včela v zime (25 червня 1999, Братислава, Радошінський наївний театр),
- 2000 — Опис хижаків / Súpis dravcov (31 березня і 1 квітня 2000, Братислава, Радошінський наївний театр)
- 2000 — Яяяношііік (тридцять років потому) / Jááánošííík (po tridsiatich rokoch) (14 листопада 2000, Братислава, Радошінський наївний театр)
- 2002 — В один дотик / Na jeden dotyk (17 травня 2002, Братислава, Радошінський наївний театр)
- 2003 — Як ми шукали один одного / Ako sme sa hľadali (7 лютого 2003, Братислава, Радошінський наївний театр)
- 2003 — Літопис коміка / Kronika komika (26 квітня 2003, Братислава, Радошінський наївний театр)
- 2004 — Генерал / Generál (5 і 6 березня 2004 на сцені Радошінського наївного театру)
- 2005 — П'єса про кохання / Hra o láske (4 і 5 лютого 2005, на сцені Радошінського наївного театру)
- 2006 — Десять заповідей / Desatoro (10 лютого 2006, Радошінський наївний театр)
- 2006 — Сім смертних гріхів / Sedem hlavných hriechov (8 і 9 грудня 2006)
- 2007 — Створення світу / Stvorenie sveta (22 червня 2007)
- 2009 — У мене заскок / Mám okno
- 2010 — Чай без цукру / Nesladím
- 2011 — Вони прийшли просто так / Len tak prišli
- 2012 — Щасливі кінці / Šťastné konce
- 2012 — Змінна хмарність / Polooblačno
- 2013 — Яааношііік триста років по тому / Jááánošííík po tristo rokoch
- 2013 — Як сніг на голову / Sčista-jasna
- 2014 — Слава / Sláva

## Книжкові видання словацькою мовою
- 1987 — Наречена, продана Кубо (у співпраці з Іржі Сухим, Видавництво Татран)
- 1987 — Історія мого батька (Видавництво LITA)
- 1989 — Отель Європа (Видавництво LITA)
- 1989 — Жіноче відділення (Видавництво LITA)
- 1989 — Три повідомлення (Видавництво Словацька письменник)
- 1989 — Радошінський наївний театр (Видавництво Татран)
- 1998 — Родимок (Видавництво Словацька письменник)
- 1991 — Kam na to chodíme (у співпраці з Міланом Ласиці, Видавництво Зміна)
- 1993 — Три мрії (і епілог до мрій) (Видавництво Словацька письменник)
- 2001 — … і я, Катаріна Колнікова (Видавництво Ikar)
- 2003 — Літопис коміка I (Видавництво Ikar)
- 2005 — Літопис коміка II (Видавництво Ikar)
- 2005 — Літопис коміка III (Видавництво Ikar)
- 2006 — Десятеро (і ще трохи) (Видавництво Ikar)
- 2006 — Літопис коміка VI (Видавництво Ikar)
- 2006 — Літопис коміка IV (Видавництво Ikar)

## Пісенна творчість (вибірково)
- 1986 — Я знаю таку травичку — телефільм
- 1983 — Вино винувате, режисер: Владо Балко
- 1984 — Сільська мрія, режисер: Феро Фенич
- 1987 — Жіноче відділення … Карол
- 1994 — Національний грішник (ТВ фільм)
- 1995 — Сад
- 1996 — Паршива вівця (ТВ фільм)
- 1997 — Дід Мороз дзвонить, відкрийте
- 2001 — Повстанці … інспектор Йозеф Доуша
- 2004 — Кінцева станція
- 2005 — Персональна помилка (телевізійний фільм)
- 2007 — Приймальна в рожевому саду (телесеріал)